# Джон Вікліф
Джон Вікліф (англ. John Wycliffe; близько 1330 — 1384) — англійський теолог, професор Оксфордського університету, перекладач Біблії англійською мовою, провісник Європейської Реформації.
Народився близько 1330 року, ймовірно, поблизу Ричмонда (графство Йоркшир).
У житті Вікліфа виділяють три періоди: 

1) до 1373 року — академічний; 

2) 1374–1378 роки — політичний;

3) 1379–1384 роки — Реформаційний.

## Академічний період
У 1372 або 1373 році Вікліф отримав в Оксфордському університеті ступінь магістра теології, провівши майже чверть століття на студентській лаві. Написав безліч робіт з логіки та філософії і отримав в університеті репутацію видатного полеміста-схоласта; але по церковній ієрархічній драбині просувався повільно і високих посад йому не пропонували. В 1360 році став Майстром (головою) Бейлліол-коледжу Оксфордського університету. Після призначення його на посаду священника в Філлінгамі (в 1368 році він перебрався до Ладгершаллу, графство Бакінгемшир) змушений був покинути викладацьку діяльність. Потім, до 1381 року, за вирахуванням короткого періоду, коли він очолював Кентербері-коледж в Оксфордському університеті, жив у Кембриджі, знімаючи кімнату у Квінз-коледжі.

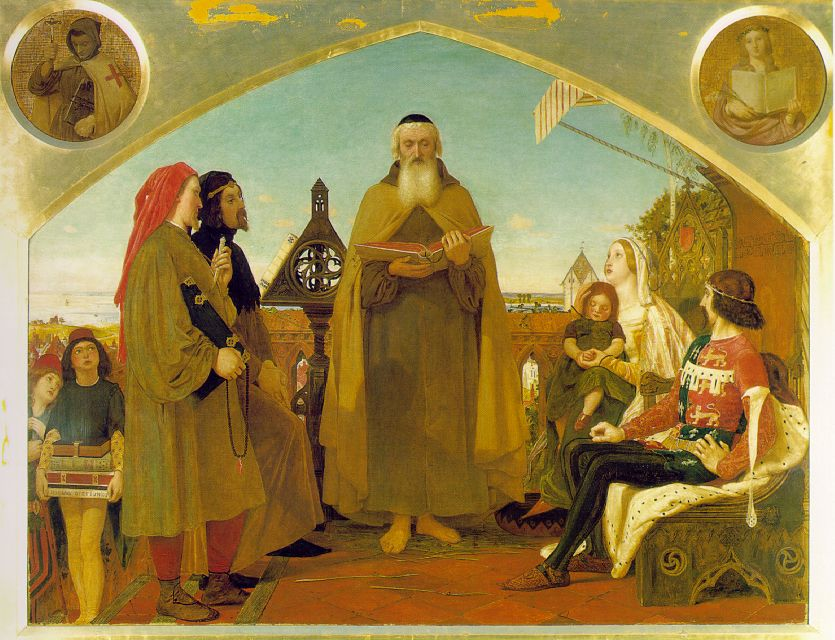
Форд Медокс Браун. «Джон Вікліф читає свій переклад Біблії Джону Гентському»

## Політичний період
На королівську службу Вікліф вступив незадовго до 7 квітня 1374 року, коли Едуард III призначив його парохом у Латтерверті. Йому було доручено захищати антиклерикальний курс сина короля, Едуарда, принца Уельського. Влітку 1374 року Вікліф жив у Брюгге, допомагаючи відстоювати перед нунцієм папи Григорія XI позицію уряду, який протестував проти обкладення англійського кліру папським податком і проти папських призначень своїх кандидатів на церковні посади в Англії. З 1374 до 1376 року він працював в Оксфорді над двома трактатами «Про Божественну владу» (De Dominio Divino) і «Про світську владу» (De Civili Dominio), які закінчив у 1378 році. У них стверджувалося право монарха позбавляти кліриків, які вчинили гріхи, джерел їхніх прибутків.
Принц помер у 1376 році, але його брат, Джон Гонт, закликав Вікліфа до Лондона, щоб той у своїх проповідях виступив проти єпископальної системи правління. Проповідник впорався з дорученням настільки успішно, що збірки його теологічних думок було відправлено до Рима для вивчення, а самого Вікліфа викликали на допит вищі англійські ієрархи в собор Святого Павла. Джон Гонт був присутній на цьому допиті (19 лютого 1377 року) і настільки запекло сперечався з єпископом Лондонським Вільямом Кортні, що судді розгублено припинили розгляд. Жодних подальших кроків проти Вікліфа не було зроблено доти, доки 18 грудня в Англії не були оприлюднені папські булли. Було наказано заарештувати Вікліфа і провести розслідування з приводу тих його помилок, які зачіпали церковне керівництво. Але й після цього він перебував під захистом університетської влади і друзів при дворі. Наступна спроба віддати його під суд у Ламбет (у березні 1378 року) була порушена овдовілою принцесою Уельською. Свої політичні здібності Вікліф в останній раз продемонстрував у Глостерському парламенті в жовтні 1378 року, де він захищав право на порушення недоторканності храму королівськими чиновниками у Вестмінстерському абатстві.

## Реформаційний період

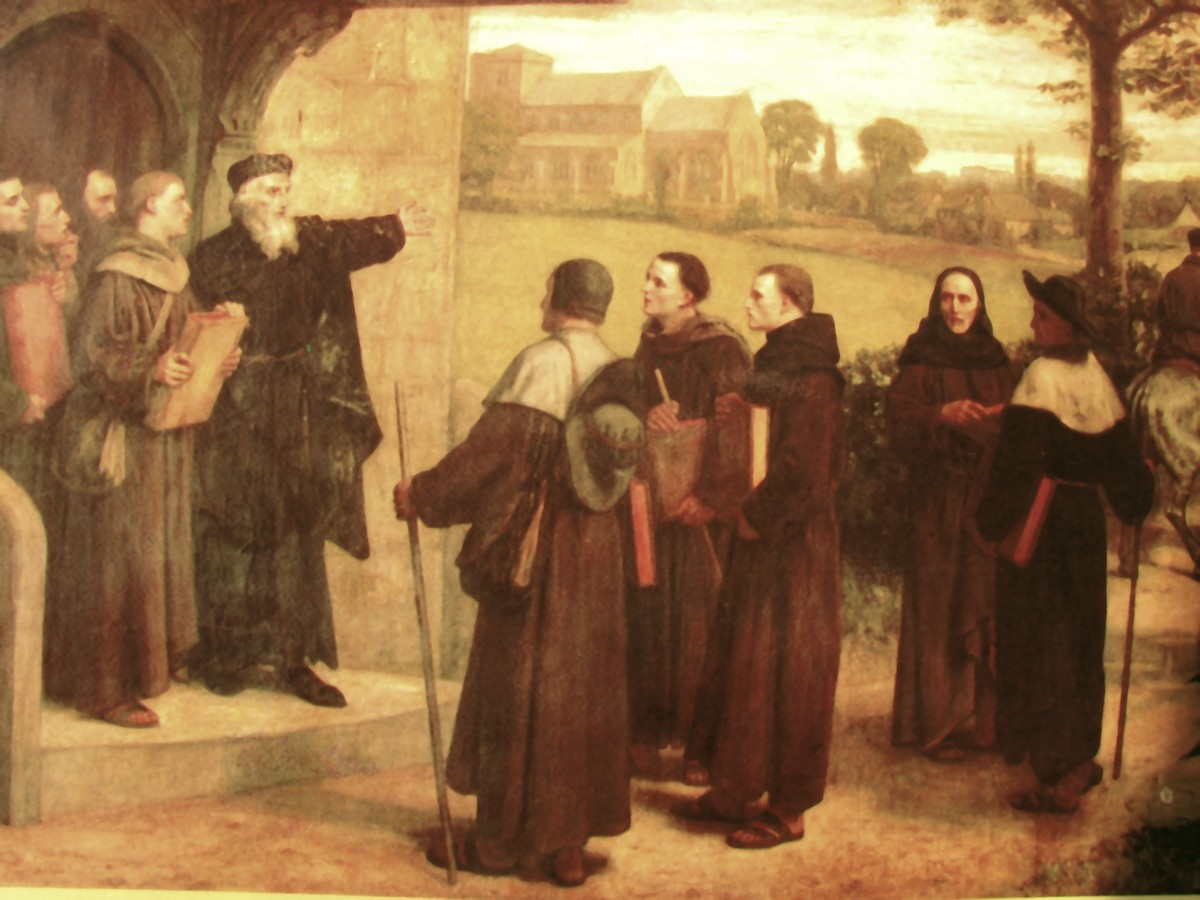
Джон Вікліф і лоларди

У відповідь на церковні звинувачення Вікліф почав критикувати католицьку практику і вчення. У цей період він спонукав своїх послідовників взятися за переклад Біблії англійською мовою. Смерть Григорія XI та наступний за нею папський розкол (так звана Велика схизма, 1378–1417 роки) врятували його від подальших переслідувань з боку Риму. Його колишні політичні союзники, хоча і не симпатизували його ідеям, все ж таки захистили його від ворогів в Англії.
У 1381 році, діючи, ймовірно, за порадою Джона Гентського, Вікліф віддалився з Оксфорда в порівняно відлюдне місце (Латтерверт) після того, як комісія в його університеті невеликою більшістю голосів засудила його погляди на євхаристію як єретичні. Це рішення було підтверджено з ще суворішим формулюванням на соборі в Блекфраярі (Лондон) архієпископом Кентерберійським у травні 1382 року, коли групку учнів, що залишилися у нього, змусили відректися від його поглядів. До того часу, однак, вчення Вікліфа поширилося за межі університету і зберігалося в вульгаризованій формі зусиллями невеликого числа ревних, але неосвічених проповідників. Лоларди, так називалися члени цієї гілки протестантизму, періодично порушували спокій світської та церковної влади аж до Реформації. Вікліф помер від інсульту 31 грудня 1384 року, під час служіння в Латтерверті.
Вчення Вікліфа і за його життя, і після смерті до самої Реформації було популярне в нижчих верствах населення як в Англії, так і в материковій Європі, особливо серед гуситів, послідовників чеського реформатора Яна Гуса (близько 1369–1415 роках).
У 1415 році Констанцький собор оголосив Вікліфа єретиком і в 1428 році Папа римський Мартин V наказав ексгумувати й спалити його рештки.